# Лицей имени Н. И. Лобачевского при Казанском федеральном университете
Лицей им. Н. И. Лобачевского Казанского (Приволжского) федерального университета (ранее Муниципальное автономное образовательное учреждение «Лицей им. Н. И. Лобачевского при Казанском (Приволжском) федеральном университете») — среднее общеобразовательное учреждение, расположенное в Вахитовском районе города Казани Республики Татарстан, входящее в состав КФУ.

## Общие сведения
Полное название: Общеобразовательная школа-интернат «Лицей имени Н. И. Лобачевского» Федерального государственного автономного образовательного учреждения высшего образования «Казанский (Приволжский) федеральный университет»
Краткое название: СОШИ «Лицей имени Н. И. Лобачевского» КФУ
Статус: общеобразовательная школа-интернат «Лицей имени Н. И. Лобачевского» — структурное подразделение федерального государственного автономного образовательного учреждения высшего образования «Казанский (Приволжский) федеральный университет» (КФУ).

### Прием в лицей
Прием в лицеи КФУ осуществляется на конкурсной основе, предполагает электронную регистрацию конкурсантов и заполнение заявления на участие в конкурсных испытаниях. Конкурсный отбор проводится в три этапа. Участие является бесплатным.

## История
В 1989 году была основана Экспериментальная школа-лицей № 1 (директор — Григорьев Игорь Петрович). В 1992 году от школы-лицея отделился Центр внешкольной работы, переименованным позднее в «Очно-заочную школу наук при КГУ» (ОЗШН), на его базе которого возник Академический колледж при КГУ директором которого был П. А. Шмаков. В 1995 году при Казанском Университете было три школы: ЭШЛ № 1, ОЗШН и Академический колледж. Позже начались проблемы с Гороно. В 1998 году была закрыта ОЗШН и начался долгий процесс закрытия Академического лицея, который завершился в 2001 году. В феврале того же года на базе бывших ОЗШН и Академического лицея был открыт лицей № 33, директором которого был назначен Поминов Андрей Иванович. В октябре директором лицей стала Елена Германовна Скобельцына. В июне 2011 года Елена Скобельцына была назначена руководителем татарстанского Института развития образования, в связи с чем с 22 августа директором лицея был вновь назначен Павел Шмаков.

### Новое здание

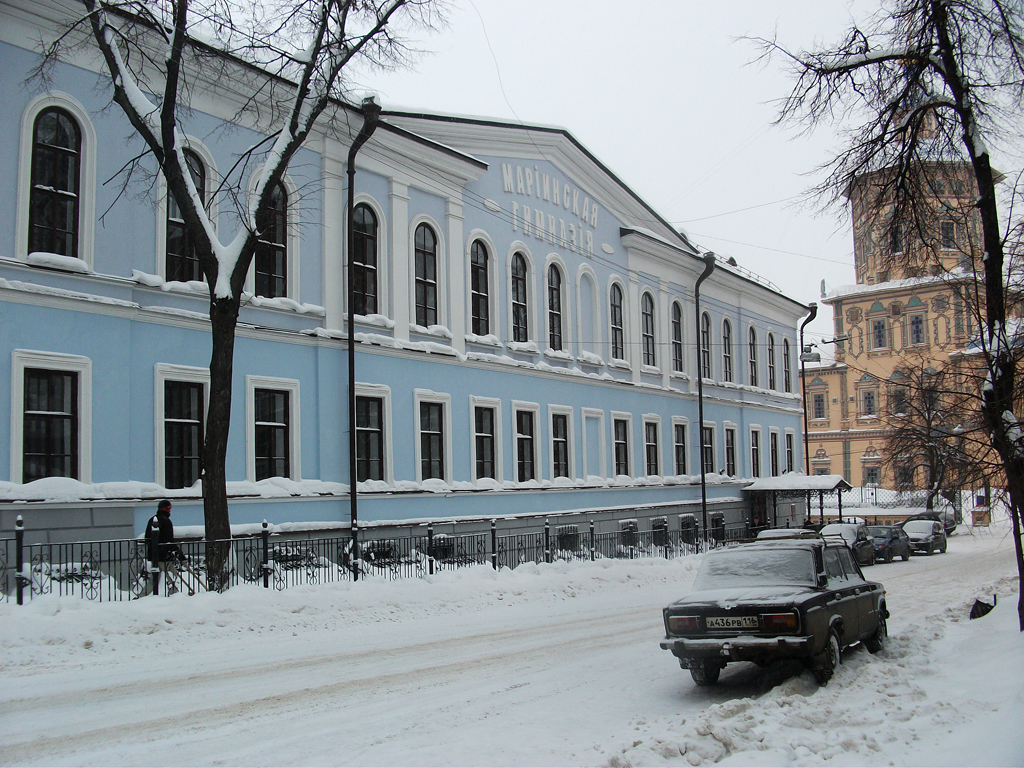
Здание бывш. Казанской мариинской гимназии

В сентябре 2008 года лицей переехал в новое здание, реконструированное помещение, где прежде находилась Казанская женская Мариинская гимназия и, позже, казанская спецшкола ВВС.

### Эксперимент с электронным учебником
В феврале 2011 года в лицее совместно с компанией PocketBook был запущен проект «Электронный учебник». Учащимся одного из десятых и двух седьмых классов (7 «А», 7 «В») были розданы устройства Pro 902, в которые были заранее загружены все необходимые учебники и художественная литература.

### Реорганизация
У лицея было два учредителя: Казанский федеральный университет и Управление образования исполкома Казани, что по новым правилам противоречило российскому законодательству, в связи с чем было принято решение о передаче здания лицея Казанскому федеральному университету и ликвидации МАОУ с образованием нового структурного подразделения в составе КФУ с 1 августа 2013 года. Как самостоятельное юридическое лицо МАОУ «Лицей им. Н. И. Лобачевского при КФУ» было ликвидировано 30 июля 2013 года. Приказом ректора университета директором лицея назначена Елена Скобельцына.

## Учителя
По состоянию на январь 2018 года в лицее сейчас работают 47 преподавателей. В 2009 году учитель русского языка и литературы Гузель Хусаенова стала победительницей республиканского этапа всероссийского конкурса «Учитель года».